# Natriumhypobromit
Natriumhypobromit (NaBrO) ist eine chemische Verbindung des Natriums aus der Gruppe der Hypobromite.

## Gewinnung und Darstellung
Natriumhypobromit kann durch die Reaktion von Brom und Natriumhydroxid in Anwesenheit von Wasser hergestellt werden.
{\displaystyle {\ce {Br2 + 2 NaOH + 4 H2O -> NaBrO*5 H2O + NaBr}}}
Das Vermischen einer Lösung von Dibromoxid in Tetrachlormethan und Natriumhydroxid lässt auch das Salz entstehen.
{\displaystyle {\ce {Br2O + 2 NaOH -> 2 NaBrO + H2O}}}

## Eigenschaften
Das Salz zerfällt bereits bei 0 °C innerhalb von zwei Tagen. Bei dieser Zersetzung entsteht Natriumbromid NaBr und Natriumbromat NaBrO3.